# Ulrikke Falch
Ulrikke Falch (née le 17 juillet 1996  à Oslo, en Norvège) est une actrice norvégienne. Elle est connue pour jouer le rôle de Vilde Lien Hellerud, jeune fille manquant de confiance en elle et qui souffre de troubles alimentaires, dans la série télévisée Skam, sur la NRK3.

## Biographie
Née à Oslo, Ulrikke Falch grandit dans la ville de Trondheim. Elle a une sœur et un frère. Elle est très proche des acteurs de la série, notamment de Josefine Frida Pettersen et de Tarjei Sandvik Moe.
Elle est très active sur les réseaux sociaux où elle compte 1 000 000 followers sur instagram et près de 60 000 sur twitter. Elle est très engagée dans les causes qu'elle soutient, notamment le droit des femmes.

## Filmographie

### Cinéma

#### Longs métrages
- 2016 : Astronauter og filmstjerner : Fyllaungdom #5

### Télévision
- 2015 - 2017 : Skam  :  Vilde Hellerud Lien (37 episodes)

### Clip vidéo
Le 19 avril 2018, elle apparaît dans le clip de la chanteuse norvégienne "Matilda".